# Brycinus nurse
Brycinus nurse es una especie de peces de la familia Alestiidae en el orden de los Characiformes.

## Morfología
Los machos pueden llegar alcanzar los 25 cm de longitud total y 200 g de peso.

## Alimentación
Come zooplancton, Caridina, insectos, caracoles y vegetales.

## Depredadores
En Nigeria es depredado por Bagrus docmak, Lates niloticus y Schilbe mystus .

## Hábitat
Es un pez de agua dulce y de clima tropical (23 °C-27 °C).

## Distribución geográfica
Se encuentran en África.